# Proteomics
Proteomics es una revista científica revisada por pares que cubre temas que incluyen el análisis completo del proteoma de organismos, perfiles de expresión de proteínas, enfermedades, aplicaciones farmacéuticas, agrícolas y biotecnológicas, y análisis de sistemas celulares, orgánulos y complejos de proteínas. Es publicado por Wiley VCH y la editora en jefe actual (2023) es Lucie Kalvodova.
Según Journal Citation Reports, la revista tiene un factor de impacto de 3,984 en 2020, lo que la sitúa en el puesto 23 entre 78 revistas en la categoría "Métodos de investigación bioquímica".
Em  Google Académico (2023) clasifica a la revista en el séptimo  lugar en la categoría "Proteómica, péptidos y aminoácidos"  con un índice h5 de 44. 